# Імад Мугнія
Імад Фейєз Мугнія (араб. عماد مغنية; 7 грудня, 1962, Тайр-Дебба, Південний Ліван, Ліван — 12 лютого 2008, Дамаск, Сирія) — ліванський терорист, начальник спецслужб шиїтської організації «Хезболла». Один із її засновників.

## Біографія
Син торгівця овочами. У 13 років вступив до ОВП, привернув увагу Ясіра Арафата, і незабаром став членом його «Підрозділу 17». Як снайпер обстрілював християнські села в Південному Лівані.
У 1982, коли ОВП була змушена залишити Ліван в результаті Ліванської війни, Арафат доручив Мугнію передати її зброю родинним ОВП ліванським бойовикам. При цьому Мугнія відмовився залишити Ліван разом із ОВП.
Якийсь час він навчався в Американському університеті у Бейруті. За даними американських спецслужб, починаючи з 1983 року стоїть за серією найбільших терактів проти американців та ізраїльтян. Перший теракт, в якому він звинувачується — вибух американського консульства в Бейруті 17 квітня 1983 року, який забрав життя 63 людей.
Стоїть за терактом, що стався 23 жовтня 1983 року (вибухи казарм миротворців у Бейруті), який забрав життя 58 французьких миротворчих солдатів і 241 американських солдатів морської піхоти.
У 1985 році організував захоплення літака авіакомпанії TWA (1 загиблий). У тому ж році організував викрадення чотирьох радянських громадян і власноручно розстріляв одного із захоплених, дипломата Аркадія Каткова.
В 1992 стояв за вибухом будівлі єврейського культурного центру в Буенос-Айресі (29 загиблих і 242 поранених).
У червні 1996 року організував вибух на американській військовій базі у Саудівській Аравії (20 загиблих).
На початку 2000 року нападу терористів у Бейруті зазнало російське посольство. Ліванські спецслужби встановили, що і за цією атакою стояв Мугнія.
Мугнія був одним із 25 найнебезпечніших терористів за списком ФБР, і американці кілька разів робили серйозні спроби його викрасти.
Мугнія загинув внаслідок вибуху машини Mitsubishi Pajero в передмісті Дамаска, Сирія 12 лютого 2008 р. об 11 годині після повернення з банкету в іранському посольстві, присвяченому 29-річчю ісламської революції. Досі ніхто не взяв на себе відповідальність за вбивство Мугнії. За версією Le Figaro, Мугнія було ліквідовано сирійцями після того, як спробував вербувати прихильників в елітних частинах сирійської армії. 27 лютого 2008 року газета The Jerusalem Post повідомила, що Al-Quds Al-Arabi написала, що анонімні «сирійські джерела» стверджували, що «кілька арабських країн вступили в змову з Моссадом» з метою вбивства Мугнії.